# Intel 80386
Intel 80386 je mikroprocesor, ki je bil uporabljan kot centralna procesna enota, v večini osebnih računalnikov med letoma 1986 in 1994. Bil je prvi procesor serije x86, ki je imel 32-bitno zasnovo.